# Jesús Nicolás F. Garay
Jesús Nicolás F. Garay, conegut com a Jesús Garay (Santander, Cantàbria; 1949) és un director de cinema càntabre.

El 1969 funda el grup La Fábrica de Cine de Santander. Participa en la realització de diverses pel·lícules alternatives de caràcter col·lectiu i en formats no professionals. Des de 1972 resideix en Barcelona i participa en els estudis de cinema i fotografia de la EMAV (Escola Municipal d'Audiovisuals de Barcelona). De 1975 a 1985 va col·laborar en tasques de programació, edició i documentació en la Filmoteca Espanyola a Barcelona i la Filmoteca de Catalunya. Ha estat crític de cinema en diverses publicacions com a Destino, Film Guía i La mirada.
Ha estat l'autor de dos llibres de relats: Diversas filmaciones el 1972 i La cosa de Nueva York el 1985. Ha impartit cursos de guió i direcció al Cercle Internacional d'Escriptors (Cadaqués) i al Centre Català de Cinematografia -CECC (Barcelona). Ha participat en diversos màsters sobre llenguatge cinematogràfic i direcció d'actors a la Universitat de Funchal (Madeira) i en la Universitat Ramon Llull (Barcelona). Ha estat realitzador d'espots publicitaris i films corporatius.

## Filmografia
- 1977 - Nemo (llargmetratge)
- 1980 - Manderley (llargmetratge)
- 1981 - Consagración (migmetratge)
- 1981 - Supongamos... Santander (curtmetratge documental)
- 1982 - El 10 de la Plaza Real (curtmetratge documental)
- 1982 - Expocaña 82 (curtmetratge documental)
- 1985 - In Pio (llargmetratge/docudrama)
- 1985 – Més enllà de la passió (llargmetratge)
  - Premi Millor Actor Festival de Sitges.
  - Premi Millor Director V Premis de Cinematografia de la Generalitat de Catalunya.[4]
- 1988 - Pinturas del Palacio de Liria
- 1988 - MUSEU DE LA CIÈNCIA DE BARCELONA (curtmetratges documentals)
- 1989 - Tots els que cauen (migmetratge)
- 1989 - ¡Eh Joe! (migmetratge)
- 1989 - Adaptacions d'obres de Samuel Beckett pel programa de TVE Glasnot.
- 1990 - Sèrie documental Made in Barcelona (capítols sobre Arquitectura i Pintura per TVE i NHK (Japó)
- 1990 - La banyera (llargmetratge)
  - Premi millor pel·lícula Festival de Cinema Fantàstic de Brussel·les.
  - Premi del Jurat Fantasporto.
  - Premi de la crítica Festival de Sitges.
- 1993 - Els de davant (llargmetratge en coproducció amb França, pel canal Arte, basat en la novel·la de Georges Simenon)
  - Competició oficial Festival Internacional de Cinema de Berlín.[5]
  - Premi millor film Generalitat de Catalunya.
  - Premi millor film Muestra Cinematográfica del Atlántico Alcances.
- 1996 - Un amour clair-obscur / Un amor claroscuro (llargmetratge per televisió en coproducció amb França, segons la novel·la de Claude Couderc)
- 1996 - Mirades profundes (Capítol de la sèrie Cròniques de la veritat oculta de TV3, basada en contes de Pere Calders.)
- 1997 - No se puede tener todo[ (llargmetratge)
- 1998 - "Bessons" (Capítol corresponent a la serie de TV3 Sota el signe de...)
- 1999 - A la vida, a l'amor (llargmetratge per televisió)
- 2000 - Des del balcó ] (Serie de sis capítols per TV3, basada en diverses novel·les de Montserrat Roig)
- 2001 - Germanes de sang (llargmetratge per televisió, segons l'obra teatral de Cristina Fernández Cubas)
- 2002 - La Mari (Minisèrie de dos episodis per televisió: TV3, Canal Sur i altres cadenes autonòmiques)
- 2006 - Mirando al cielo (llargmetratge. Documental/ficció)
- 2008 - Eloïse (llargmetratge)